# Maternus

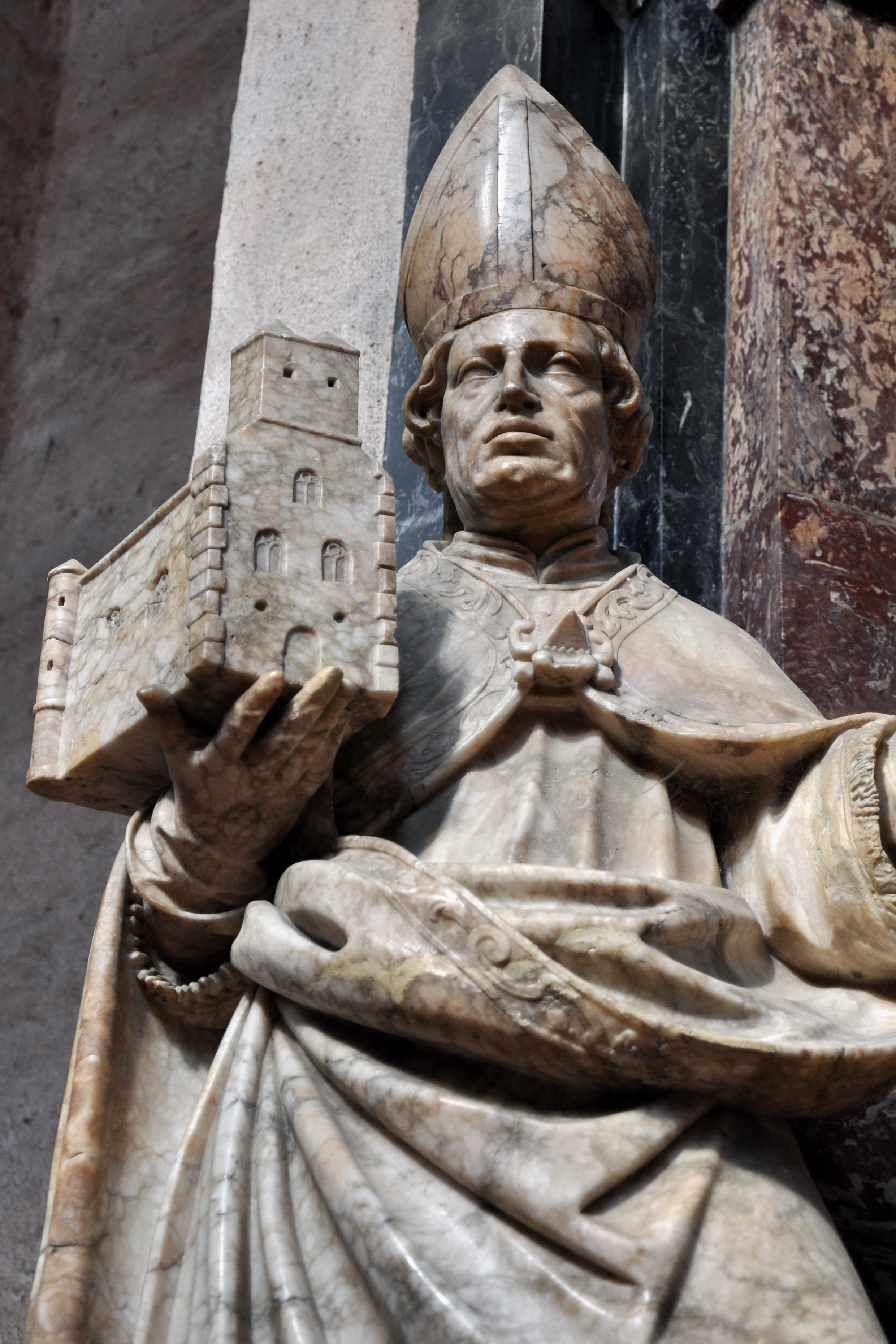
Figur des Maternus am Katharinenaltar im Trierer Dom (Johann Neudecker der Jüngere, 1725)

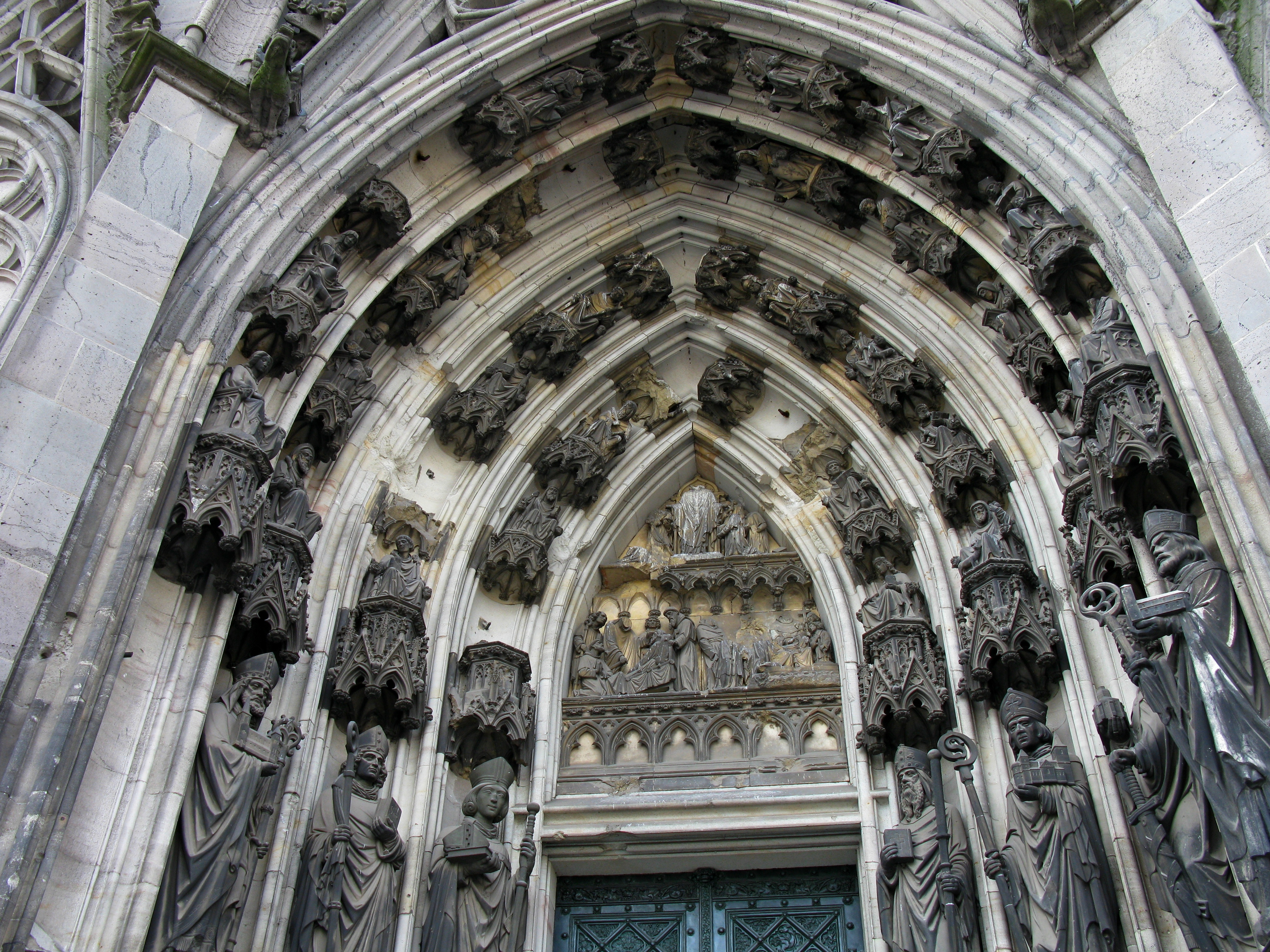
Maternusportal mit Sagen aus dem Leben des Bischofs am Kölner Dom

Maternus (Heiliger, Fest: 14. September; † um 328) war gemäß Trierer Bischofslisten dritter Bischof von Trier und wird als erster geschichtlich bezeugter Bischof von Köln (Civitas Agrippinensium) und möglicherweise Bischof von Tongern genannt. Er wird in den Jahren 313 und 314 als Teilnehmer an Konzilien in Rom und Arles erwähnt.
Maternus gilt als Patron gegen Fieber, bei ansteckenden Krankheiten und für das Gedeihen von Weinreben. Sein lateinischer Name bedeutet „der Mütterliche“. Seine Heiligenattribute sind drei Kirchen oder drei Mitren, auch Kirche mit drei Türmen oder drei Apsiden oder drei Hostien über einem Kelch.

## Leben und Legende
Die Herkunft und das Geburtsjahr sind nicht bekannt. Maternus nahm als Vertrauter des römischen Kaisers Konstantin I. an der Lateransynode 313 in Rom sowie an der Synode in Arles 314 teil, daher kann von einer großen Bedeutung auch außerhalb der germanischen Provinzen ausgegangen werden. Wo in Köln die erste christliche Kirche stand, ist nicht bekannt.
Das Maternusportal des Kölner Domes erzählt die Legende um den Heiligen: Maternus wurde von Petrus zusammen mit Eucharius von Trier, Valerius von Trier und Clemens von Metz nach Gallien ausgesandt. Bei der Ankunft in Avolsheim im Elsass soll Maternus vor Erschöpfung tot umgefallen sein, woraufhin seine Begleiter mutlos wurden und nach Rom zurückkehrten. Petrus aber gab ihnen seinen Hirtenstab, mit dem sie ins Elsass zurück reisten, und den schon sechs Wochen im Grabe liegenden Maternus mit Hilfe dieses Stabes wieder zum Leben erweckten. Maternus ging sodann nach Köln und gründete dort die Gemeinde.
Maternus wurde stets bei den mittelalterlichen Rangstreitigkeiten zwischen den Erzbistümern Trier und Köln bemüht: Angeblich war er im Besitz des originalen Petrusstabes, dessen Besitz für den Rang als älteste Kirche in Deutschland maßgeblich war.
Nach Überlieferungen aus dem Hochmittelalter ist als Todesjahr 328 anzunehmen. Seine Ruhestätte war vielleicht in Trier, das im Hochmittelalter Maternus für seine eigene Bischofsliste beanspruchte. Diese Überlieferung ist genauso mit Vorsicht zu bewerten wie die von Maternus als Gründungsbischof von Tongern.

## Nachwirkung

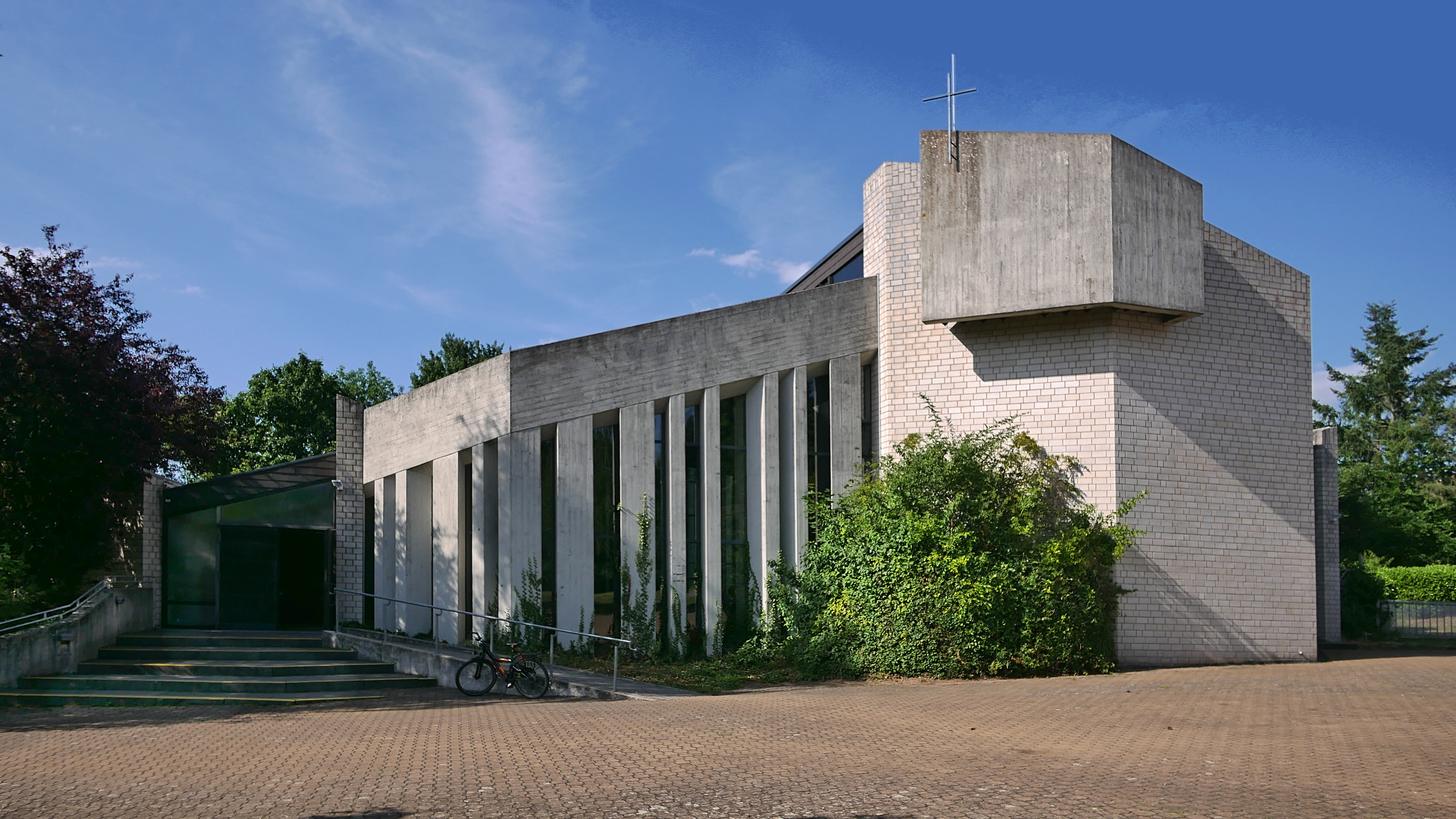
Kirche St. Maternus in Trier-Heiligkreuz

Köln hat wahrscheinlich nie Gebeine des Maternus besessen, während in Trier Reliquien des heiligen Maternus um ca. 760 geschichtlich überliefert sind. Der Bischofsstab des heiligen Maternus wird in der Kölner Domschatzkammer aufbewahrt und noch heute bei wichtigen kirchlichen Anlässen verwendet.
Maternus wird im sogenannten Maternusportal am nördlichen Querhaus des Kölner Doms dargestellt.
Im Rahmen der Neukonzeption des Skulpturenprogramms des Kölner Rathausturms in den 1980er Jahren wurde Maternus durch eine Figur im vierten Obergeschoss auf der Ostseite des Turms geehrt.
In den Bistümern Aachen, Essen, Köln, Limburg, Straßburg und Trier wird sein Fest am 11. September begangen.
Verschiedene mittelalterliche Einrichtungen der Kirche wurden nach ihm benannt, so das Maternihospital in Dresden.  In Trier wurde im Stadtteil Heiligkreuz 1967 eine Maternus-Kirche errichtet.
Vom heiligen Maternus leiten sich die Familiennamen Matern und Mattern ab. 